# 義県層
義県層（ぎけんそう）は、中華人民共和国遼寧省西部に分布する、熱河層群の最下層にあたる陸成層の地層。層序年代では下部白亜系にあたる。当時は火山が存在しており、火山砕屑物に埋没した良好な保存状態の化石が発見されている。脊椎動物化石ではマンチュロケリス（カメ）やモンジュロスクス（コリストデラ類）、レペノマムス（哺乳類）のほか、シノサウロプテリクスやカウディプテリクスおよびディロングといった羽毛恐竜の産出が知られる。また被子植物も報告されている。

## 岩相と層序
上位層は九佛堂層、下位層は土城子層。大北溝層は義県層の下位層あるいは同時異相とされていたが、Zhong et al. (2021)により明確に下位層として扱われている。堆積当時活発な火山活動が発生していたため、義県層では頁岩や泥岩に凝灰岩が混在しており、また湖沼堆積物にも凝灰質成分が混在している。こうした凝灰岩は高分解能での放射年代測定を可能としている。
Zhou et al. (2006)によれば、義県層は下部から順にLujiatun（陸家屯）単層、Jianshangou単層、Dawangzhangzi単層、Jingangshan単層から構成される。Zhong et al. (2021)によれば、下部から順にLujiatunユニット、下部溶岩ユニット、Jianshangouユニット、上部溶岩ユニット、未区分のユニット、Huanghuashanユニットからなる。Zhong et al. (2021)の柱状図によると、各ユニットの岩相は以下の通り。
- Lujiatunユニット – 砂岩と礫岩の層、角礫岩混じり礫岩層
- 下部溶岩ユニット – 玄武岩と安山岩の層
- Jianshangouユニット – 頁岩と凝灰岩の層
- 上部溶岩ユニット – 玄武岩と安山岩の層
- 未区分のユニット - 砂岩と礫岩の層、角礫岩混じり礫岩層、頁岩と凝灰岩の層、凝灰岩質砂岩と凝灰岩の層
- Huanghuashanユニット - 角礫岩混じり礫岩層、砂岩と礫岩の層

## 年代
カリウム-アルゴン法とストロンチウム-ルビジウム法が対象の年代を過大評価する傾向があるため、義県層の放射年代はアルゴン - アルゴン法の登場により測定可能となった。Smith et al. (1995)で義県層上部の玄武岩が121±0.2Ma、Swisher et al. (1999)で義県層下部のサニディンが124.6±0.3Maの年代を示した。Loet et al. (1999)では義県層下部から産出した凝灰岩の黒雲母を用いてより古い147.1±0.18Maの放射年代が得られたが、これは黒雲母が蛭石に変性していることが指摘され、疑問視されている。その後、Wang et al. (2001)は義県層下部の凝灰岩のジルコンを用いてU-Pb年代を125.2Maとし、Swisher et al. (2002)は二地域から産出した同じく義県層下部の凝灰岩のサニディンを用いて125.0±0.18 Maと125.0±0.19 Maのアルゴン-アルゴン年代を得た。纏めると、義県層の様々な層の年代は約120Maから約125Ma程度に落ち着く。
ただし、義県層の放射年代には混乱もある。義県層の最下部である陸家屯ユニットはその上に位置する溶岩層よりも年代が新しく、また義県層の最上部は上位層である九佛堂層の最下部よりも新しい。また地層累重の法則に基づけば地層の放射年代は上部ほど新しいものになるはずであるが、過去の研究での年代測定法が統一されていないことや層序情報が不正確であることもあって、各ユニット内の放射年代について上部ほど新しくなる傾向は見られない。Zhong et al. (2021)はこの点を指摘して義県層の上部・中部・下部で凝灰岩からジルコンを抽出し、義県層の堆積年代を125.755±0.061 Maから124.122±0.048 Maまでの約163万3300年間であるとし、従来よりもその堆積期間を短く見積もった。特に陸家屯ユニットは火砕流堆積物に構成されているため、その堆積期間が最大でも15万7000年程度と極めて短く推定されている。

## 生物相
コンプソグナトゥス科（恐竜）や嘴口竜亜目（翼竜）、原始的な哺乳類といった系統が発見されていたため、かつて義県層は古くからの系統を前期白亜紀まで保存したレフュジア（退避地）であると考えられていた。しかし、後期白亜紀に繁栄した角竜類の基盤的分類群であるプシッタコサウルスが義県層から産出しており、白亜紀を代表する系統も存在していたことが示唆される。日本の中部地方に分布する手取層群の桑島層や大黒谷層の恐竜・哺乳類相も踏まえると、前期白亜紀の東アジア地域では古い系統と新しい系統の動物が共存して交代したと考えることができる。
義県層と日本の手取層群との間では、数種類の植物、プシッタコサウルス類、シギ科やチドリ科のものに類似する水鳥の足跡、シジミ貝類やイシガイ科の一部が共通して産出している。その一方で、義県層から多産するカイエビと貝虫は手取層群で産出していない。
なお、義県層から産出する脊椎動物化石は全身が揃うほど保存が良いものが多い一方で、圧密を受けて潰れているものが多い。この場合、骨格の立体的な復元が難しくなる。またこうして潰れた化石という特徴は、義県層から産出したとされていたラプトレックスの誤った産地情報の要因となった。

### 植物と昆虫
義県層の下部は植物化石が豊富に産出しており、熱河生物群の植物は主に義県層下部から産出している。具体的にはコケ植物、ヒカゲノカズラ類、スフェノプシダ、Filicopsida、イチョウ類、Czekanowskiales、球果植物、ベネチテス目、グネツム目といった分類群が熱河生物群の植物として知られている。イチョウ類・ソテツ類・球果植物・シダ種子類が森林を形成し、ヒカゲノカズラ類やトクサ類などが草本類として下層植生を形成した。被子植物も出現していたが、まだ数は少なく、植物体も小型であった。
昆虫は被子植物の進化と深く関連する分類群であり、熱河生物群の植物の放散と一致するように義県層下部から化石が産出している。直縫短角群に属するハエ亜目の化石は送粉者として植物の共進化を示唆するものであり、またその口器の形態から2種類以上の異なる植物への適応が起きていたと推測されている。

### 恐竜

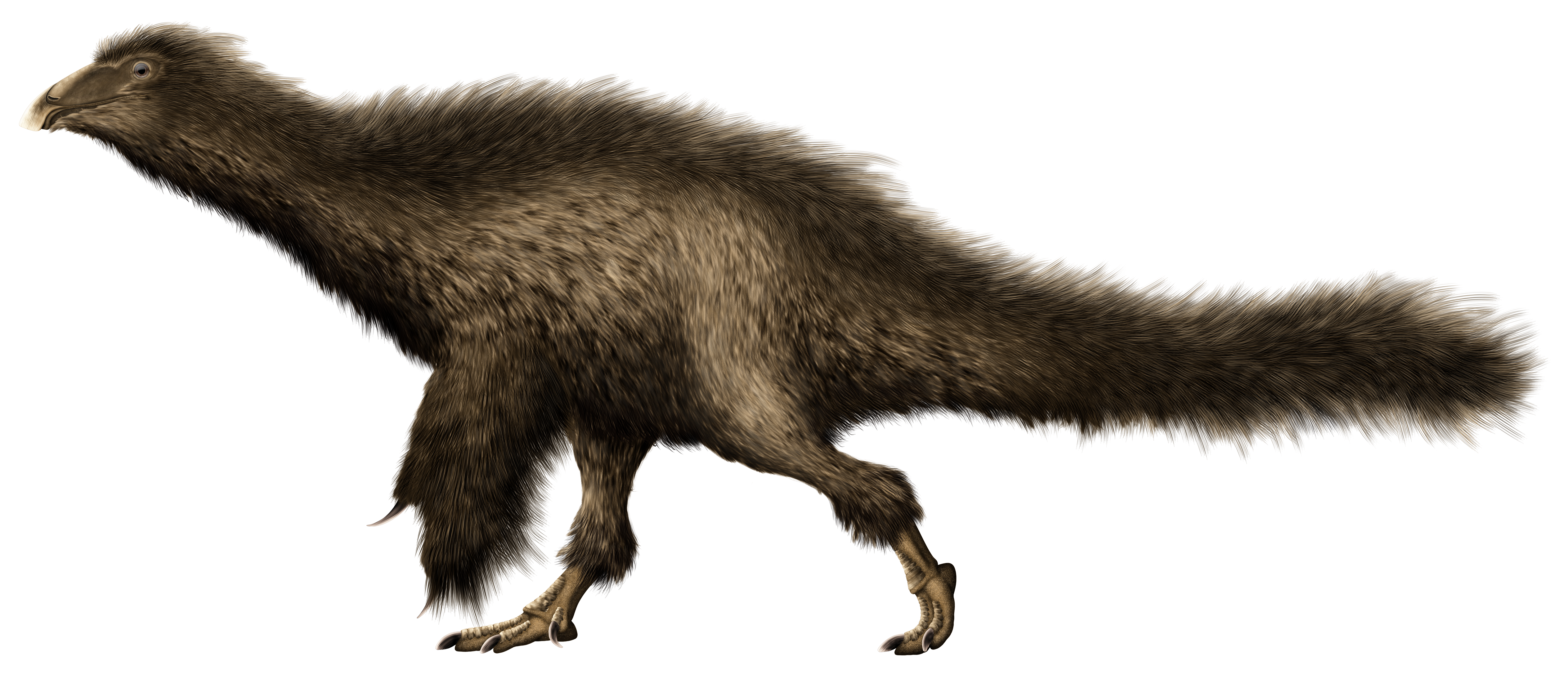
ベイピアオサウルスの復元図

義県層からは複数の恐竜化石が発見されている。テリジノサウルス類ではベイピアオサウルスとジアンチャンゴサウルスが産出している。ジアンチャンゴサウルスはベイピアオサウルスよりも基盤的であり、アメリカ合衆国ユタ州から発見された初期のテリジノサウルス類であるファルカリウスに次ぐ基盤的な属として扱われた。また両属とも原始的な羽毛の痕跡が発見されており、羽毛恐竜として知られている。
初めて羽毛恐竜として確認された恐竜もまた、義県層から産出している。シノサウロプテリクスと呼ばれる獣脚類の恐竜は1995年に発見された後、1996年に羽毛の痕跡が確認された。21世紀に入って行われた走査型電子顕微鏡による観察では、化石に保存されていた色素の痕跡から、背部から尾にかけて赤みがかかった橙色の羽毛が生え、また尾に縞模様が存在したことが示唆されている。シノサウロプテリクスはカウディプテリクスとともに、義県層の鍵となる分類群（key taxa）に数えられている。
義県層からはティラノサウルス上科に属する恐竜も発見されている。小型獣脚類であるディロングはプロトフェザーと呼ばれる繊維状の羽毛が確認されている。同じくティラノサウルス上科に属するユウティラヌスは全長9メートル、推定体重1400キログラムに達する比較的大型の属であり、これも単純な羽毛が確認されている。ユウティラヌスは2012年時点で羽毛の痕跡が確認されている恐竜としては最大であり、推定体重ベースでは従来最大とされた羽毛恐竜の約40倍に相当する。

### 恐竜以外の脊椎動物

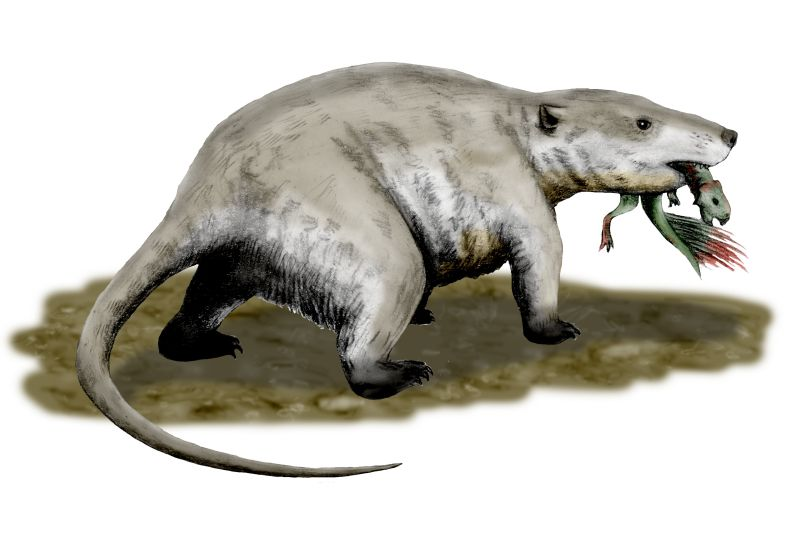
プシッタコサウルスの幼若個体を捕食するレペノマムス

恐竜以外の脊椎動物化石では、カメのマンチュロケリスやコリストデラ類のモンジュロスクスといった爬虫類が知られるほか、哺乳類のレペノマムスが知られる。従来的にジュラ紀から白亜紀にかけての哺乳類は生態ピラミッドにおいて恐竜よりも下位に位置づけられるものと考えられていたが、レペノマムスと恐竜であるプシッタコサウルスとの格闘化石が報告されており、またそれ以前にもプシッタコサウルスの幼体を胃内容物として持つ個体が発見されている。少なくとも一部の哺乳類が恐竜を捕食した可能性が示唆されている。
義県層では少なくとも6属のkey taxaが指定されており、前述した恐竜2属以外ではジェホロデンス（哺乳類）、Zhangheotherium（哺乳類）、Eosipterus（翼竜）、Dendrorhynchoides（翼竜）がkey taxaとみなされている。

## 環境
義県層を含む熱河層群は、北中国東部高地に存在したリフト堆積盆の湖成堆積物で形成されている。特に義県層は火山砕屑岩が発達しており、堆積場であった湖の周囲には活発な火山が存在したと推察されている。活発な火山活動はマグマ・火山弾などの噴出物による直接的・物理的な被害のほか、森林火災の誘発や有毒気体の発生といった影響を及ぼし、周辺生物の大量死をもたらしたと推測される。一方で凝灰岩に含まれる豊富なミネラルが湖に供給されるため、富栄養化も促したと推測される。生態系のうち生物的要素が破壊と再生を繰り返したことで、種分化や放散が加速された可能性がある。
義県層の植物相は、主に亜熱帯および温帯の高地林に見られる現生種に近縁な球果植物が優勢であった。広義のシダ類やソテツ類およびトクサ類の存在は一般に湿潤な気候を示唆するが、珪化木の年輪からは湿度や水分の供給が周期的に減少したことが示唆される。このことから、当時の環境は乾季を伴う湿潤環境であったと推測されている。酸素同位体の研究からは当時の年平均気温が約10℃であったことが示唆されており、これは一般に温暖であった中生代の気候からすると異様な状況であり、おそらく当時の北中国が高緯度に位置していたことに起因する。
義県層の堆積サイクルは気候変動に駆動される湖水準変動に起因するとされ、ミランコビッチ・サイクルを反映する可能性が考えられている。Wu et al. (2013) は地球の自転軸の傾きの変化と公転楕円軌道の形状変化の両方を気候変動の要因として結論づけていたが、Zhong et al. (2021)は義県層の堆積期間が短いことを判断材料とし、公転楕円軌道の離心率変化でなく自転軸の傾きの変化や歳差である可能性が高いことに触れている。